# Bashundhara Kings
Le Bashundhara Kings (en bengali : বসুন্ধরা কিংস), est un club bangladais de football fondé en 2013 et basé dans le district de Nilphamari.

## Histoire
Le club est fondé en 2013, en 2016 il est promu en troisième division, mais le club demande à participer à la deuxième division. En mars 2017, la fédération donne le feu vert, Bashundhara Kings rejoint directement la Bangladesh Championship League, le deuxième niveau du pays.
Le 7 août 2017, le club joue son premier match en deuxième division, en fin de saison les Kings sont champions et obtiennent la promotion pour la Premier League, la première division du Bangladesh.
En 2019, pour sa première saison au plus haut niveau du pays, le club  remporte le doublé coupe championnat.

## Palmarès
| Compétitions nationales |
| --- |
| - Championnat du Bangladesh (5) : - Champion : 2019, 2021, 2022, 2022-2023, 2023-2024 - Coupe du Bangladesh (3) : - Vainqueur : 2020, 2021 et 2024. - Finaliste : 2018. |

## Personnalités du club

### Présidents du club
- Imrul Hassan

### Entraîneurs du club
- Óscar Bruzón